# Списак амбасадора СФРЈ (А—Ј)
Списак амбасадора (велепосланика) СФР Југославије чије презиме почиње на слова А—Ј, за остале амбасадоре погледајте Списак амбасадора СФРЈ.
1. Тарик Ајановић (1928) амбасадор у Холандији и Јапану
2. Мурат Аговић амбасадор у Мозамбику и Пољској[а]
3. Стојан Андов (1935—2024) амбасадор у Ираку
4. Димитрије Бабић (1935—2018) амбасадор у Анголи и Мароку[а]
5. Љубо Бабић (1916—2014) амбасадор у Пољској и Чехословачкој
6. Владимир Бабшек Орешковић (1941—2022) амбасадор у Шри Ланци
7. Берислав Бадурина (1924—2002) амбасадор у Тунису и Шпанији
8. Димитрије Бајалица (1911—2004) амбасадор у Етиопији
9. Ласло Бала (1918—2009) амбасадор у Ирану и Гани
10. Маријан Баришић (1918—) амбасадор у Белгији, Етиопији и Бразилу
11. Макс Баће (1914—2005) амбасадор у Шведској
12. Иван Бачун (1921—2004) амбасадор у Аргентини
13. Алеш Беблер (1907—1982) амбасадор у Француској
14. Мухидин Бегић (1918—2000) амбасадор у Турској и Пољској
15. Димче Беловски (1923—2010) амбасадор у Канади и Сједињеним Америчким Државама
16. Милош Бељић (1933—) амбасадор на Филипинима
17. Живан Берисављевић (1935—2024) амбасадор у Уједињеном Краљевству
18. Бохумил Бернашек (1934—) амбасадор у Кенији
19. Месуд Беснику амбасадор у Норвешкој
20. Душан Благојевић (1914—) амбасадор у Норвешкој и на Кипру
21. Младен Божић амбасадор у Финској
22. Александар Божовић (1921—) амбасадор у Нигерији и Египту
23. Борут Бохте (1932—2024) амбасадор у Холандији
24. Петар Бошковић (1931—2011) амбасадор на Кипру[а]
25. Јоже Брилеј (1910—1981) амбасадор у Уједињеном Краљевству, Египту и Мексику
26. Иван Брнелић (1936—) амбасадор у Аустрији[б]
27. Крсто Булајић (1920—2009) амбасадор у Бурми, Јапану и Канади
28. Милић Бугарчић (1921—1990) амбасадор у Турској, Либану и Швајцарској
29. Божидар Букумирић амбасадор у Гвинеји
30. Ванчо Бурзевски (1916—2007) амбасадор у Замбији
31. Иво Вејвода (1911—1991) амбасадор у Бразилу, Чехословачкој, Уједињеном Краљевству, Италији и Француској
32. Душан Вејновић (1925—) амбасадор у Алжиру
33. Владимир Велебит (1907—2004) амбасадор у Италији и Уједињеном Краљевству
34. Милан Венишник (1919—1984) амбасадор у Мароку и Чехословачкој
35. Милан Вереш (1928—2019) амбасадор у Мађарској и Совјетском Савезу
36. Бошко Видаковић (1919—2007) амбасадор на Куби
37. Добривоје Видић (1918—1992) амбасадор у Бурми и Совјетском Савезу
38. Урош Видовић амбасадор у Аустралији
39. Мирослав Виторовић (1913—1998) амбасадор у Алжиру
40. Густав Влахов (1912—1991) амбасадор у Пакистану, Мексику и Аустрији
41. Мишо Влаховић (1924—2006) амбасадор у Чехословачкој
42. Жига Водушек (1913—2014) амбасадор у Ирану и Мађарској
43. Александар Војиновић (1922—1999) амбасадор у Етиопији
44. Митја Вошњак (1923—2003) амбасадор у Аустрији
45. Рамадан Вранићи (1922—2000) амбасадор у Турској
46. Никола Вујановић (1911—1981) амбасадор у Румунији и Чехословачкој
47. Ђуро Вуколић амбасадор у Замбији и Зимбабвеу
48. Милан Вукос (1932—2016) амбасадор у Венецуели
49. Бранко Вучинић (1918—1996) амбасадор на Кипру
50. Драгомир Вучинић (1919—1991) амбасадор у Аустрији, Турској и Грчкој
51. Душан Вучић (1933—) амбасадор у Португалу
52. Драгомир Вучићевић (1933—) амбасадор у Алжиру[а]
53. Божидар Гагро (1938—2009) амбасадор у Француској[б]
54. Витомир Гашпаровић (1921—2009) амбасадор у Мађарској
55. Милан Георгијевић амбасадор у Албанији
56. Драго Говорушић (1912—2001) амбасадор у Финској
57. Радоња Голубовић (1906—1984) амбасадор у Румунији
58. Феликс Горски (1918—1996) амбасадор у Шведској
59. Тома Гранфил (1913—1995) амбасадор у Европској заједници и Сједињеним Америчким Државама
60. Павле Грегорић (1892—1989) амбасадор у Италији
61. Цадик Данон (1918—2005) амбасадор у Шведској
62. Пеко Дапчевић (1913—1999) амбасадор у Грчкој
63. Соња Дапчевић Орешчанин (1923—1993) амбасадор у Мароку
64. Ференц Деак (1938—2011) амбасадор у Гвинеји
65. Александар Демајо (1923—1998) амбасадор у Боливији
66. Боро Денков (1937—2017) амбасадор у Румунији
67. Нијаз Диздаревић (1920—1989) амбасадор у Ираку, Алжиру и Француској
68. Фаик Диздаревић (1929—2011) амбасадор у Алжиру, Ирану и Шпанији
69. Петар Додик (1925—2015) амбасадор у Румунији
70. Вуко Драгашевић (1922—2025) амбасадор у Либији
71. Милан Драговић (1941—2017) амбасадор у Западној Немачкој
72. Бранко Драшковић (1912—1979) амбасадор у Холандији
73. Владислав Дрљевић (1933—2021) амбасадор у Замбији[а]
74. Љубо Дрндић (1919—2013) амбасадор у Судану и Шведској
75. Милојко Друловић (1923—1989) амбасадор у Кини и Совјетском Савезу
76. Ратко Дугоњић (1916—1987) амбасадор у Пољској и Египту
77. Јосип Ђерђа (1911—1990) амбасадор у Албанији, Мађарској, Бугарској, Индији, Бурми и Египту
78. Оман Ђикић (1921—1995) амбасдор у Алжиру и Финској
79. Драгоје Ђурић (1910—1990) амбасадор у Турској
80. Анте Етеровић амбасадор у Шведској
81. Зоран Жагар (1924—2008) амбасадор у Кенији
82. Јелко Жагар (1928—) амбасадор у Замбији
83. Павле Жауцер (1914—1986) амбасадор у Холандији
84. Лазар Живуљ амбасадор у Кувајту, Египту и Мароку
85. Густав Задник (1927—1999) амбасадор у Бангладешу
86. Јоже Земљак (1908—1987) амбасадор у Аустрији
87. Милован Зидар (1931—2024) амбасадор у Мађарској
88. Недељко Зорић (1922—2015) амбасадор у Алжиру
89. Милан Зупан амбасадор у Гвајани и Египту
90. Иван Ивековић (1938—2021) амбасадор у Танзанији и Египту
91. Младен Ивековић (1903—1970) амбасадор у Италији и Западној Немачкој
92. Петар Ивковић (1914—1973) амбасадор у Авганистану
93. Љубо Илић (1905—1994) амбасадор у Норвешкој, Мексику, Данској и Швајцарској
94. Јоже Инголич (1921—2011) амбасадор у Етиопији
95. Михаило Јаворски (1917—1991) амбасадор у Белгији, Италији, Грчкој и Египту
96. Живојин Јазић (1927—2008) амбасадор на Куби и у Индији
97. Мирослав Јанчић (1935—2004) амбасадор у Гани
98. Десимир Јевтић (1938—2017) амбасадор у Румунији[а]
99. Цвијето Јоб (1926—) амбасадор на Кипру
100. Владислав Јовановић (1933—) амбасадор у Турској[а]
101. Живадин Јовановић (1938) амбасадор у Анголи[а]
102. Радош Јовановић (1912—1965) амбасадор у Румунији, Грчкој, Бразилу и Бугарској
103. Борисав Јовић (1928—2021) амбасадор у Италији
104. Ђуро Јовић (1920—) амбасадор у Источној Немачкој
105. Игор Јововић (1950—) амбасадор у Етиопији[а]
106. Живко Јошило (1920—2011) амбасадор у Сомалији и Бангладешу